# Regione Moesa
La regione Moesa (o Moesano) è una regione del Canton Grigioni, in Svizzera, istituita il 1º gennaio 2016 quando nel cantone le funzioni dei distretti e quelle dei circoli, entrambi soppressi, sono stati assunti dalle nuove regioni; il territorio della nuova regione Moesa coincide con quello del vecchio distretto di Moesa.
La regione confina con la regione Viamala a nord, con l'Italia a est (Lombardia: provincia di Sondrio e di Como) e con il Canton Ticino (distretti di Bellinzona a sud-ovest, di Riviera e di Blenio) a ovest.

## Geografia fisica

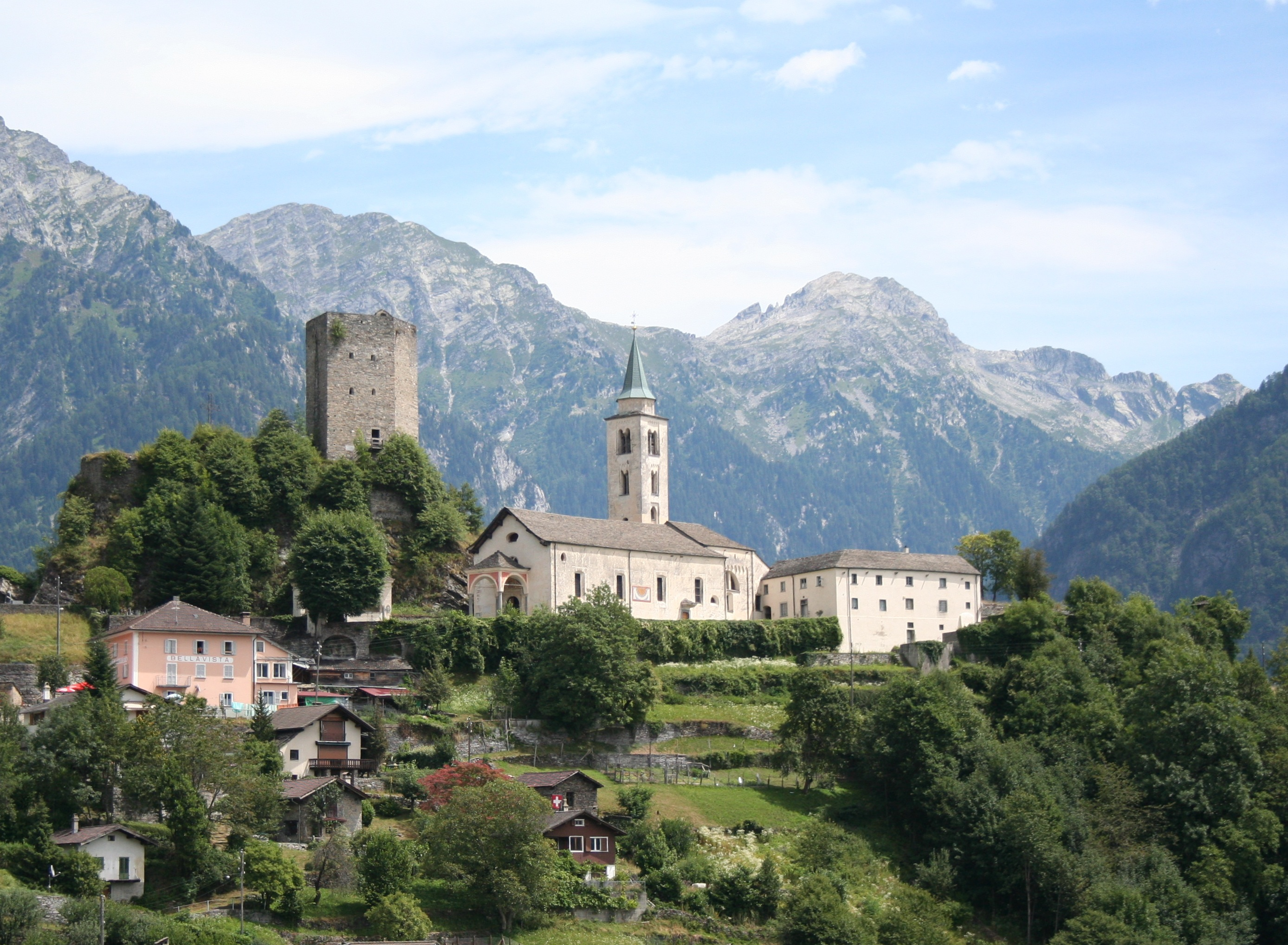
Santa Maria in Calanca

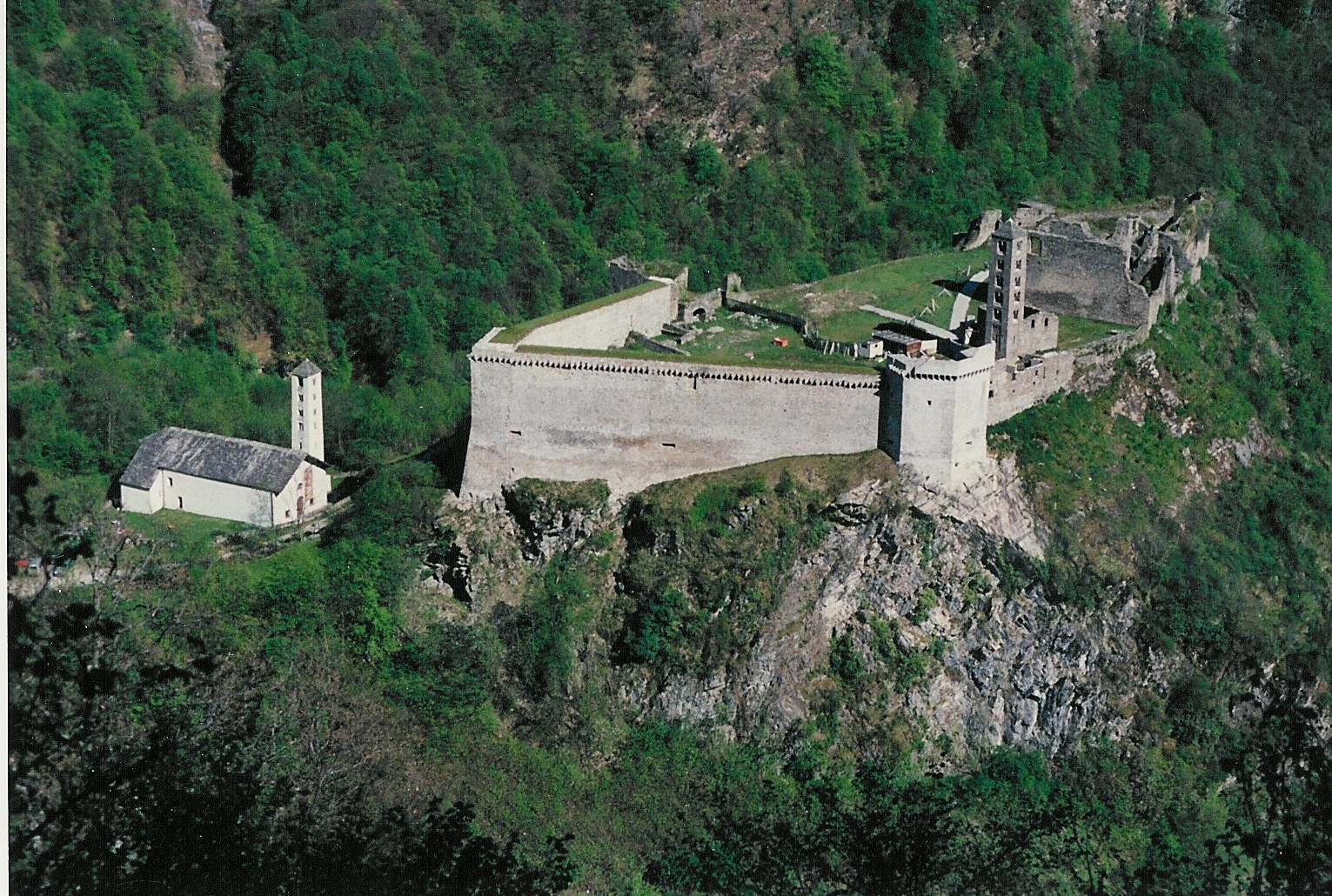
Castello di Mesocco

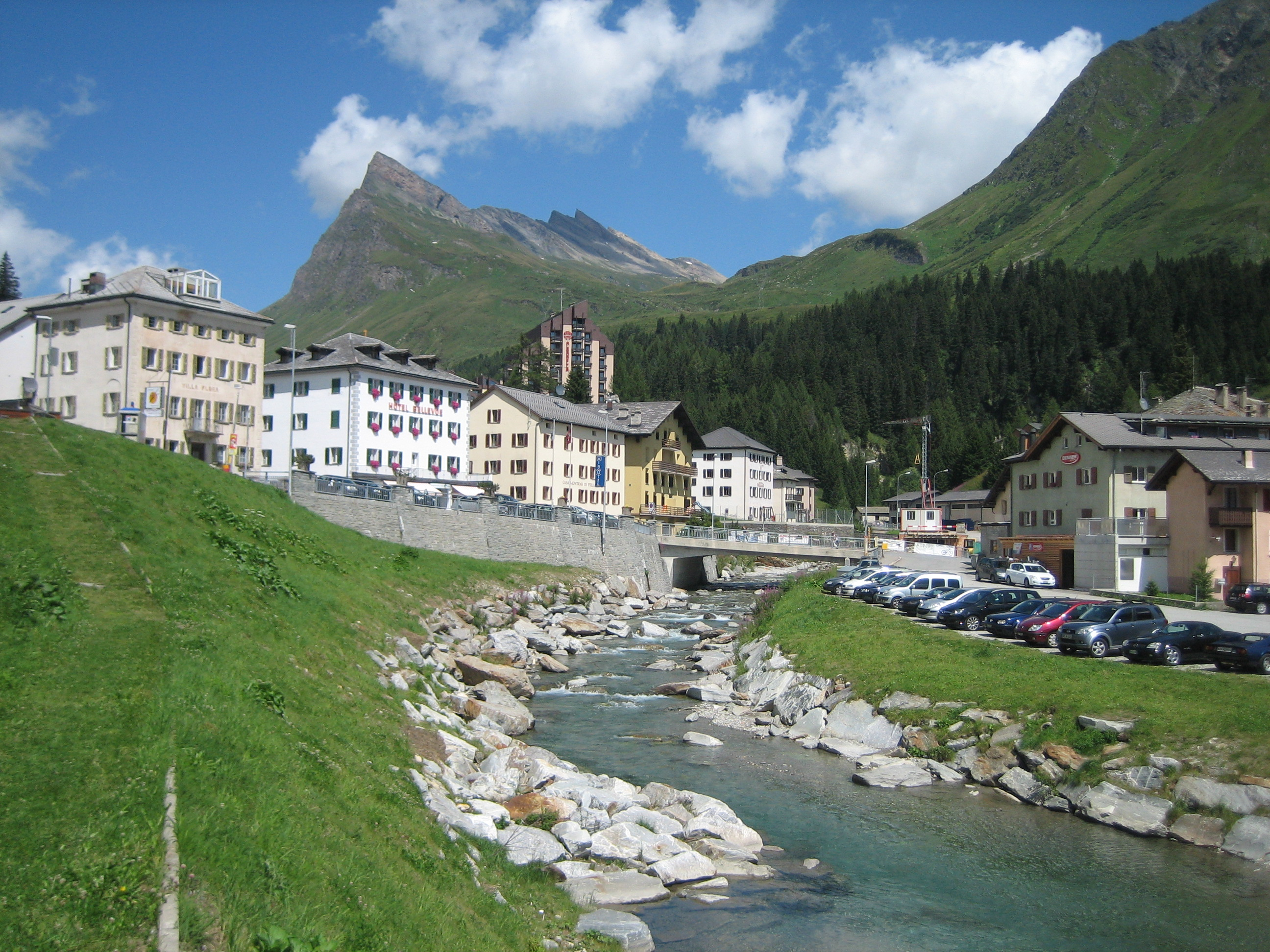
Villaggio di San Bernardino, Mesocco

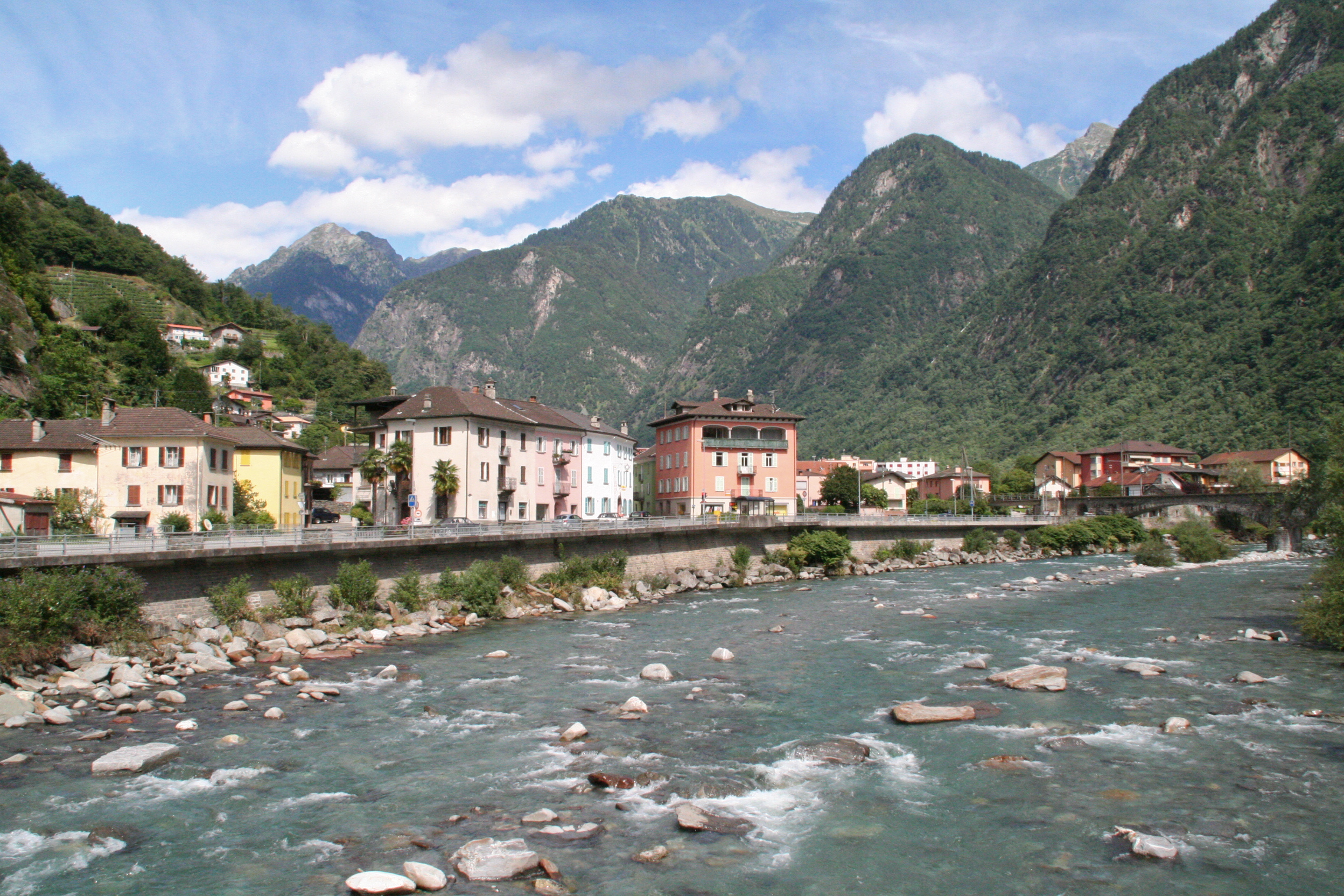
Roveredo

Sono due le valli principali della regione: la Val Mesolcina percorsa dal fiume Moesa, affluente del Ticino, e la sua valle laterale chiamata Val Calanca percorsa dal torrente Calancasca. È presente anche la Val Curciusa, una valle disabitata situata nel nord della regione e percorsa dall'Areuabach, tributario del Reno Posteriore.
La massima elevazione della regione è il Pizzo Tambò (3 279 m). Altre cime principali comprendono il Puntone dei Fraciòn (3 202 m), nel gruppo dell'Adula, la Cima Rossa (3 161 m) e il Pizzo Zapport (3 152 m).
Geograficamente la regione Moesa appartiene al bacino idrografico del fiume Ticino, essendo una valle che si innesta nella piana di Bellinzona, sebbene per motivi storici e politici non appartenga al Canton Ticino ma al Canton Grigioni.

## Popolazione
La regione Moesa conta circa 10'000 abitanti, prevalentemente di lingua italiana, ed è parte del Grigioni italiano e della Svizzera italiana. È legata economicamente al Canton Ticino; linguisticamente invece si parla un dialetto lombardo alpino molto influenzato da termini germanici.

## Infrastrutture e trasporti

### Autostrade
Il territorio della regione è attraversato dall'autostrada A13/E43 Sankt Margrethen-Bellinzona, che collega il nord-est della Svizzera con il Canton Ticino attraverso Coira ed il San Bernardino. L'autostrada ha uscite nella regione a San Bernardino, Pian San Giacomo, Mesocco nord, Mesocco sud, Lostallo e Roveredo.

### Strade principali
La strada principale 13 attraversa il territorio della regione da San Vittore al Passo del San Bernardino passando per Roveredo. Da Roveredo parte la strada per la Val Calanca.

### Ferrovie
La Ferrovia Mesolcinese Castione-Cama serve la bassa Val Mesolcina, con stazioni a San Vittore, Roveredo, Grono, Leggia e Cama; il suo esercizio è solo di tipo turistico e avviene poche volte all'anno, durante giornate festive. Il servizio di pubblico trasporto passeggeri regolare è, invece, effettuato con autobus dall'AutoPostale Svizzera.

## Politica

### Suddivisione amministrativa
La regione Moesa è divisa in 12 comuni, elencati di seguito in ordine alfabetico:
| N° | Stemma                 | Nome                   | Abitanti | Superficie in km² | Densità abitativa |
| -- | ---------------------- | ---------------------- | -------- | ----------------- | ----------------- |
| 1  | Buseno                 | Buseno                 | 91       | 11.15             | 8,25              |
| 2  | Calanca                | Calanca                | 211      | 37.72             | 4,96              |
| 3  | Cama                   | Cama                   | 691      | 15.00             | 38,07             |
| 4  | Castaneda              | Castaneda              | 262      | 3.96              | 67,17             |
| 5  | Grono                  | Grono                  | 1556     | 36.41             | 36,99             |
| 6  | Lostallo               | Lostallo               | 924      | 50.86             | 15,08             |
| 7  | Mesocco                | Mesocco                | 1424     | 164.76            | 8,19              |
| 8  | Rossa                  | Rossa                  | 161      | 58.88             | 2,5               |
| 9  | Roveredo               | Roveredo               | 2995     | 38.79             | 77.21             |
| 10 | Santa Maria in Calanca | Santa Maria in Calanca | 119      | 9.31              | 12,35             |
| 11 | San Vittore            | San Vittore            | 912      | 22.06             | 34,72             |
| 12 | Soazza                 | Soazza                 | 332      | 46.42             | 7,48              |

#### Fusioni
- 2017: Grono, Leggia, Verdabbio → Grono

### Passaggio al Ticino
Alcuni partiti politici da ambedue i lati del confine tra Cantone dei Grigioni e Canton Ticino sostengono che la regione dovrebbe abbandonare il primo per entrare a far parte del secondo. I maggiori sostenitori di questa proposta sono la Lega dei Mesolcinesi (attiva in loco) e la Lega Sud Ticino (che è presente soprattutto nel Ticino, sebbene sul simbolo del partito vi sia una cartina del Ticino e della Moesa senza confini interni).
Questi movimenti adducono due argomenti principali: il primo è di natura linguistica, infatti le due popolazioni condividono sia la lingua italiana che il dialetto lombardo; in particolare, riguardo alla prima, alcuni residenti hanno lamentato l’impossibilità di ricevere risposte in italiano a lettere indirizzate al governo cantonale centrale, denotando una mancanza di attenzione verso il trilinguismo ufficiale e verso la comunità italofona del Cantone; la seconda argomentazione, forse ancora più preponderante, è di natura geo-economica; l’assenza di barriere geografiche tra l’area del Bellinzonese e le vallate della Mesolcina e della Calanca, che fanno tutte parte del bacino idrografico del fiume Ticino, ha permesso di sviluppare un tessuto economico integrato a cavallo del confine amministrativo: molte aziende Moesane hanno in Ticino la principale area di sbocco commerciale, mentre molti residenti nella Regione non esercitano la propria professione nel cantone di residenza. Inoltre il Ticino e la Moesa sono entrambi a maggioranza cattolica, caratteristica non sempre riscontrata nel resto del Canton Grigioni.
I detrattori della proposta sostengono che la Regione Moesa riesca a sfruttare a suo favore i pregi e i difetti dell’uno e dell’altro cantone e che quindi non sarebbe opportuno cambiare lo status quo. Per esempio, dal punto di vista economico, pur riconoscendo l’importanza del “motore” ticinese si fa notare come il fisco fondiario sia meno importante nel Cantone dei Grigioni.
Non è stata finora presentata alcuna proposta di referendum sulla questione, come avvenuto per esempio per la questione giurassiana.